# Tweede Kamerverkiezingen 2017/Kandidatenlijst/Forum voor Democratie
Dit is de lijst van kandidaten van Forum voor Democratie voor de Nederlandse Tweede Kamerverkiezingen van 15 maart 2017, zoals deze op 3 februari 2017 werd vastgesteld door de Kiesraad.

## Achtergrond
Op 29 december 2016 presenteerde Forum voor Democratie de kandidatenlijst voor de Tweede Kamerverkiezingen van 15 maart 2017. Lijsttrekker werd Thierry Baudet.

## De lijst
- vet: verkozen
- cursief: voorkeursdrempel overschreden

1. Thierry Baudet – 124.991
2. Theo Hiddema – 44.934
3. Susan Teunissen – 8.505
4. Henk Otten – 463
5. Paul Frentrop – 259
6. Rob Rooken – 200
7. Susan Stolze-van Rijn – 1.929
8. Gert Reedijk – 690
9. Yernaz Ramautarsing – 424
10. Zlata Brouwer – 244
11. Jeroen de Vries – 143
12. Arthur Legger – 46
13. Carola Dieudonné – 658
14. Godert van Assen – 91
15. Geert Jeelof – 183
16. Luke Boltjes – 486
17. Freek Jan Berkhout – 83
18. Sander Boon – 78
19. Arjan de Kok – 121
20. Astrid de Groot – 258
21. Hugo Berkhout – 67
22. Roel Mooijekind – 181
23. Kees Eldering – 125
24. Erik Verbrugh – 84
25. Saskia Koning – 299
26. Hemmie Kerklingh – 38
27. Hendrikus Velzing – 381
28. Loek van Wely – 412
29. Frank Ankersmit – 162
30. Paul Cliteur – 627

VVD · PvdA · PVV · SP · CDA · D66 · ChristenUnie · GroenLinks · SGP · Partij voor de Dieren · 50PLUS · OndernemersPartij · VNL · DENK · Nieuwe Wegen · Forum voor Democratie · De Burger Beweging · Vrijzinnige Partij · GeenPeil · Piratenpartij · Artikel 1 · Niet Stemmers · Libertarische Partij · Lokaal in de Kamer · Jezus Leeft · StemNL · Mens en Spirit/Basisinkomen Partij/V-R · Vrije Democratische Partij
2017 · 2021 · 2023